# Decaisnea insignis
Decaisnea insignis ist eine Pflanzenart aus der Gattung Decaisnea innerhalb der Familie der Fingerfruchtgewächse (Lardizabalaceae). Sie ist im östlichen und südlichen Asien verbreitet.

## Beschreibung

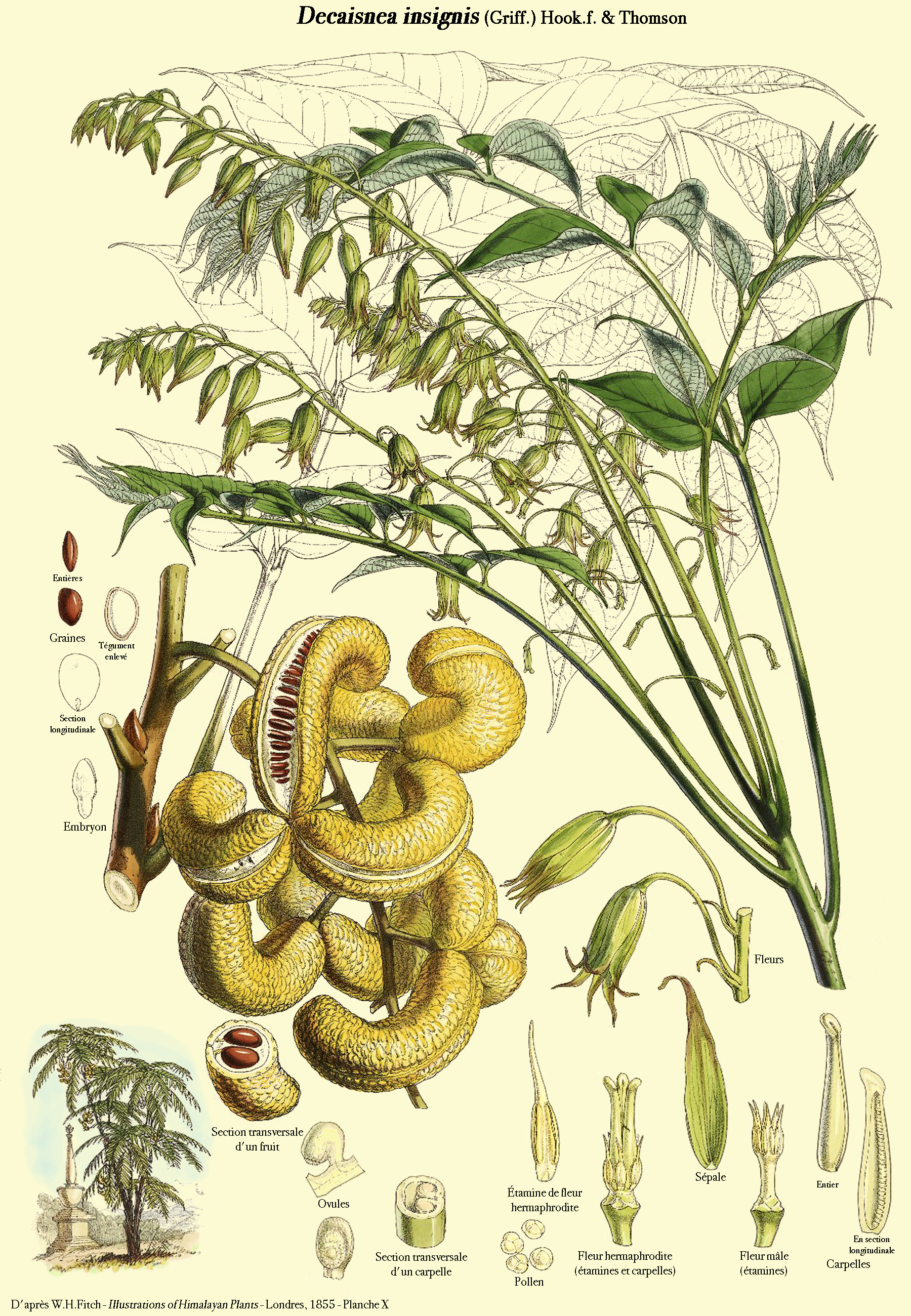
Illustration

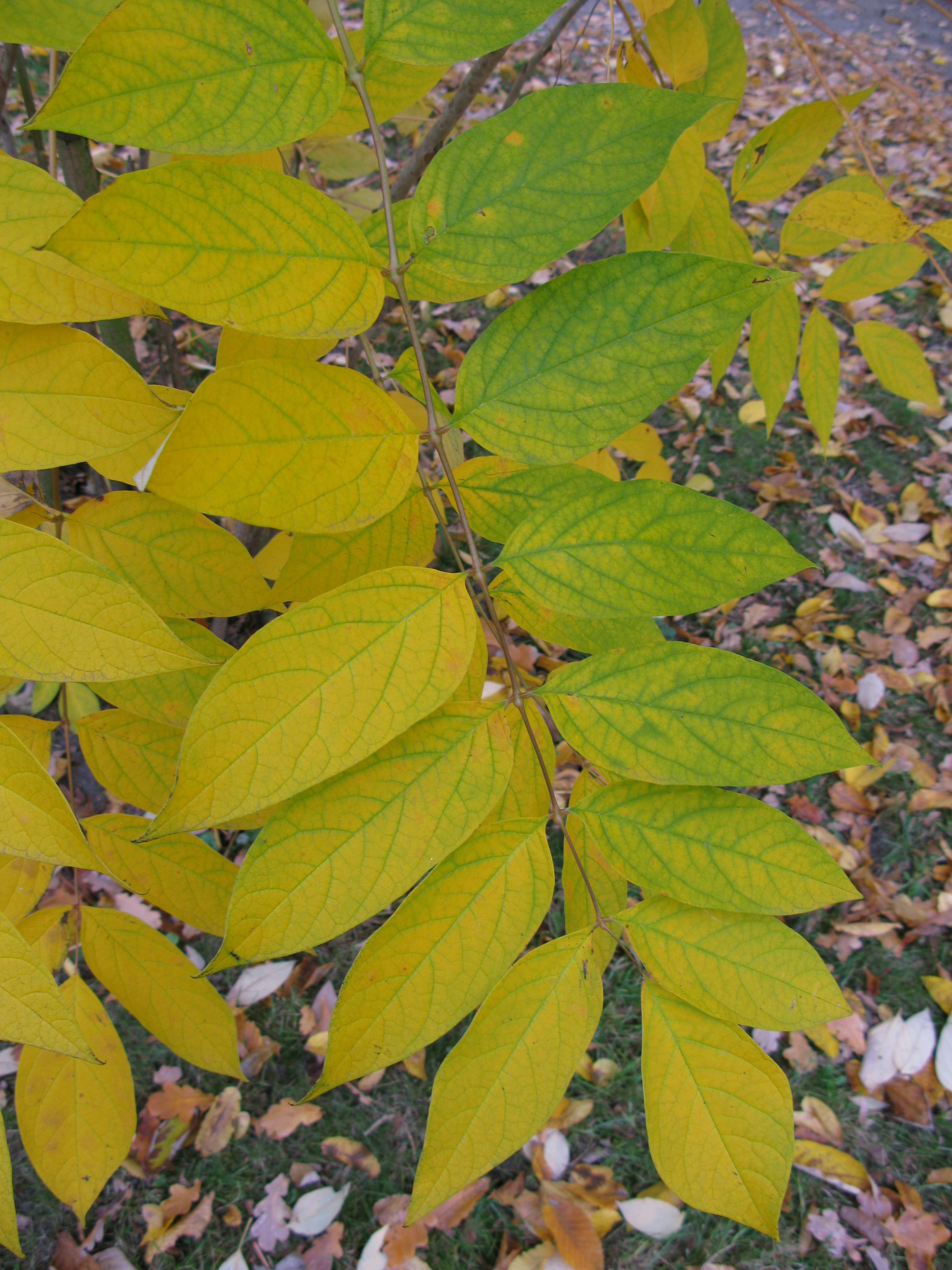
Gefiedertes Laubblatt im Herbst

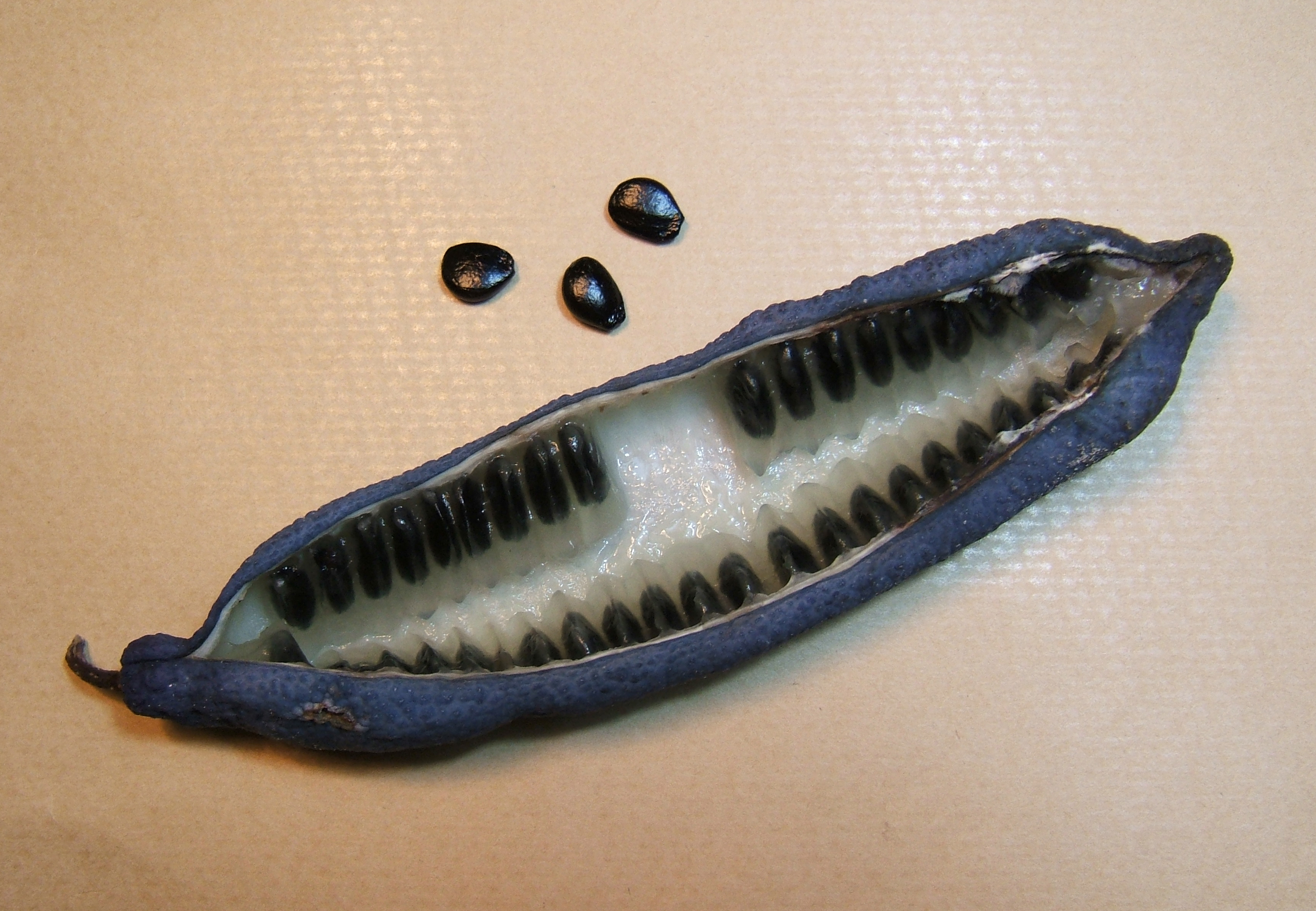
Offene Frucht mit Samen

### Erscheinungsbild und Blatt
Decaisnea insignis wächst als sommergrüner Strauch der Wuchshöhen bis zu etwa 5 Metern erreichen kann. Die kräftigen aber brüchigen Äste sind mit Mark gefüllt und haben eine gelbe Rinde. Die Lentizellen sind kreisförmig bis elliptisch geformt. Die eiförmigen Winterknospen haben eine zugespitzte Spitze und die äußeren Knospenschuppen sind warzig.
Die wechselständig angeordneten Laubblätter sind in Blattstiel und -spreite gegliedert. Der Blattstiel ist 10 bis 20 Zentimeter lang. Die gefiederte, zusammengesetzte Blattspreite ist 30 bis 80 Zentimeter lang und besitzt 13 bis 25 Fiederblättchen. Die häutigen, ganzrandigen Blättchen sind bei einer Länge von 6 bis 14 Zentimeter sowie einer Breite von 3 bis 7 Zentimetern eiförmig bis länglich-eiförmig. Die blaugrüne Unterseite der Blättchen ist mehlig-behaart und verkahlt mit zunehmendem Alter, während die Oberseite kahl ist. Die Blättchenbasis ist abgerundet bis spitz und die Spitze ist zugespitzt bis geschwänzt.

### Blütenstand und Blüte
Decaisnea insignis ist einhäusig getrenntgeschlechtig (monözisch). Die Blütezeit erstreckt sich zumindest in China von April bis Juni. Die Blüten stehen in einem endständigen, traubigen Blütenstand zusammen, welcher 25 bis 40 Zentimeter lang ist. Die Tragblätter sind bei einer Länge von 0,6 bis 0,8 Zentimeter schmal-linealisch. Der Blütenstiel ist 0,5 bis 2 Zentimeter lang.
Die gestielten, funktional eingeschlechtigen und grün-gelben Blüten sind radiärsymmetrisch und dreizählig mit einfacher Blütenhülle. Die sechs, sich nahezu dachziegelartig überlappenden Kelchblätter sind, eiförmig- bis schmal-lanzettlich mit lang zugespitztem oberen Ende, gerillt und pulvrig fein flaumig behaart oder kahl. Es sind keine Kronblätter vorhanden. Bei den männlichen Blüten sind die drei äußeren Kelchblätter 1,7 bis 2, selten bis zu 3 Zentimeter lang und die drei inneren Kelchblätter sind etwas kürzer. Jede männliche Blüte besitzt sechs 0,8 bis 1 Zentimeter lange Staubblätter. Die 3 bis 4,5 Millimeter langen Staubfäden sind zu einer dünnen Röhre verwachsen. Die freien Staubbeutel sind etwa 3,5 Millimeter lang, bestehen aus zwei Theken und öffnen sich mit Längsschlitzen. Das Konnektiv endet in einem 2 bis 2,5 Millimeter großen breiten, abgeflachten hornförmigen Anhängsel. Die unfruchtbaren Fruchtblätter sind etwa halb so lang oder selten genauso lang wie die Staubfadenröhre. In den weiblichen Blüten sind die etwa 1,5 Millimeter großen Staminodien ringartig miteinander verwachsen und die freistehenden Staubbeutel werden 1,8 bis 2 Millimeter groß. Auch in den weiblichen Blüten endet das Konnektiv in einem hornförmigen Anhängsel, das 1 bis 1,8 Millimeter groß ist. Die drei oberständigen, freien und fruchtbaren Fruchtblätter sind bei einer Länge von 0,5 bis 0,7 Zentimetern kegelförmig. Die sitzende, schiefe Narbe ist hufeisenförmig.

### Frucht und Samen
Die Früchte reifen in China von Juli bis August. Die hängenden, bläulich schwarz gefärbten, ledrigen, weichlichen und vielsamigen Balgfrüchte haben eine warzige Oberfläche, welche ringartige Zeichnungen aufweisen kann und sind bei einer Länge von 5 bis 10 Zentimetern sowie einem Durchmesser von rund 2 Zentimeter zylindrisch geformt. Sie erscheinen einzeln oder in einer Sammelbalgfrucht. Ihre Spitze ist gestutzt und die Naht an der Unterseite der Früchte bildet einen konisch geformten Nabel. Die braunen bis schwarzen, abgeflachten, glänzenden, glatten Samen in der gelatinösen, weißlichen und süßlichen Pulpe sind bei einer Größe bis etwa 1 Zentimeter verkehrt-eiförmig bis länglich.

## Vorkommen
Das natürliche Verbreitungsgebiet von Decaisnea insignis s. l. liegt im östlichen und südlichen Asien. Es erstreckt sich dort über die chinesischen Provinzen südliches Anhui, südliches Gansu, östliches Guangxi, Guizhou, Hubei, Hunan, Jiangxi, südliches Shaanxi, Sichuan, Yunnan, östliches Zhejiang sowie das südöstliche Tibet, das nördliche Myanmar, Bhutan, Nepal sowie die beiden indischen Bundesstaaten Arunachal Pradesh und Sikkim.
Decaisnea insignis gedeiht zumindest in China in Höhenlagen von 900 bis 3600 Metern in Mischwäldern, an Berghängen sowie an feuchten Standorten in Schluchten.

## Taxonomie
Die Erstbeschreibung als Slackia insignis erfolgte 1855 durch William Griffith in Itinerary Notes of Plants Collected in the Khasyah and Bootan Mountains, Band 2, Seite 187. Die Neukombination zu Decaisnea insignis (Griff.) Hook.f. & Thomson wurde 1855 durch Joseph Dalton Hooker und Thomas Thomson in Proceedings of the Linnean Society of London, Band 2, Seiten 349–350 veröffentlicht. Vielleicht ist Decaisnea fargesii Franch. ein Synonym für Decaisnea insignis (Griff.) Hook.f. & Thomson, dann wäre die Gattung Decaisnea monotypisch.

## Nutzung
Die Früchte von Decaisnea insignis sind essbar.